# Rudolf Bauer (artiste)
Pour les articles homonymes, voir Rudolf Bauer et Bauer.
Alexander Georg Rudolf Bauer (né le 11 février 1889 à Lindenwald (en), arrondissement de Wirsitz; mort le 28 novembre 1953  à Deal, aux États-Unis) était un peintre impliqué dans le mouvement d'avant-garde berlinois Der Sturm et dont le travail devint une composante essentielle de la collection d'art abstrait de Solomon R. Guggenheim.